# Bufo scaber
Bufo scaber (tên tiếng Anh: Ferguson's toad) là một loài cóc trong họ Bufonidae. Chúng được tìm thấy ở Ấn Độ và Sri Lanka. Các môi trường sống tự nhiên của chúng là các khu rừng khô nhiệt đới hoặc cận nhiệt đới, rừng ẩm vùng đất thấp nhiệt đới hoặc cận nhiệt đới, vùng đất có cây bụi nhiệt đới hoặc cận nhiệt đới, đồng cỏ khô nhiệt đới hoặc cận nhiệt đới vùng đất thấp, đầm nước, đầm nước ngọt, vùng đồng cỏ, các đồn điền, vườn nông thôn, và các vùng đô thị. Loài này đang bị đe dọa do mất nơi sống. Loài này được đặt tên theo Harold S. Ferguson.